# Campeonato Asiático de Voleibol Feminino
O Campeonato Asiático de Voleibol Feminino é uma competição organizada pela Confederação Asiática de Voleibol (AVC) que reúne a cada 2 anos as seleções de voleibol da Ásia e da Oceania. A sua primeira edição foi realizada em 1975 e teve como campeão o Japão, sendo a China a maior vencedora da competição com 13 conquistas.

## História
A cada dois anos Confederação Asiática de Voleibol o torneio, reunindo as melhores seleções da Ásia e da Oceania. A competição começou a ser disputada no ano de 1975 e teve como campeã a China, a qual se tornou a maior campeã com 13 títulos, considerando todas as edições disputadas até o momento.
Além da China, somente outros dois países sagraram-se campeões: o Japão em cinco oportunidades e a Tailândia em duas. Além dos citados, merecem destaque a Coreia do Sul, que já participou de sete finais, e a atual quinta força do continente, o Cazaquistão, que chegou à final uma única vez. Fora essas seleções, a única que possui resultados significativos nos últimos dez ano é a Taipé Chinesa.

## Quadro geral
| Ordem | País          | Medalha de ouro | Medalha de prata | Medalha de bronze | Total |
| ----- | ------------- | --------------- | ---------------- | ----------------- | ----- |
| 1     | China         | 13              | 4                | 1                 | 18    |
| 2     | Japão         | 5               | 7                | 7                 | 19    |
| 3     | Tailândia     | 3               | 2                | 3                 | 8     |
| 4     | Coreia do Sul | 0               | 7                | 10                | 17    |
| 5     | Cazaquistão   | 0               | 1                | 0                 | 1     |